# Павлов Дмитро Дмитрович
Дмитро Дмитрович Павлов (7 листопада 1903, Москва — розстріляний 4 вересня 1937) — радянський комсомольський та партійний діяч, 1-й секретар ЦК ЛКСМ України.

## Біографія
У 1917—1919 роках — ремонтний робітник Октябрської залізниці в Москві.
У 1920—1921 роках — завідувач організаційного відділу і завідувач політпросвітвідділу Хамовницького районного комітету комсомолу в Москві. Член РКП(б) з 1921 року.
У 1921 році закінчив чотирикласне міське училище в Москві та робітничу партіну школу.
У 1921—1922 роках — секретар Хамовницького районного комітету комсомолу міста Москви.
У 1922—1924 роках — завідувач економічного відділу і завідувач організаційного відділу Московського міського комітету комсомолу.
З липня 1924 по 13 березня 1925 — 1-й секретар ЦК ЛКСМ України.
З 1925 до 1926 року — співробітник апарату ЦК ВЛКСМ у Москві.
У 1926—1928 роках — помічник завідувача адміністративно-організаційного відділу агітпроплітератури видавництва «Держвидав» РРФСР у Москві.
У 1928—1929 роках — інструктор агітаційно-пропагандистського відділу Нижньоволзького крайового комітету ВКП(б) у Саратові.
У 1929—1930 роках — відповідальний секретар партійного осередку ВКП(б) Саратовського заводу імені Леніна.
З липня 1930 до лютого 1932 року — 1-й секретар Октябрського районного комітету ВКП(б) міста Саратова.
З лютого 1932 до липня 1934 — 2-й секретар обласного комітету ВКП(б) АРСР Німців Поволжя.
З липня 1934 по серпень 1936 року — завідувач сільськогосподарського відділу ЦК КП(б) Таджикистану в місті Сталінабаді.
9 серпня 1936 року заарештований органами НКВС. 4 вересня 1937 року страчений. Посмертно реабілітований 15 лютого 1956 року. 4 червня 1956 року відновлений в членах КПРС.